# Lingue austronesiane
La famiglia delle lingue austronesiane comprende oltre 1 200 lingue parlate in una vasta area geografica compresa fra Madagascar, Arcipelago malese, Formosa e Oceania da una serie di etnie imparentate tra loro e collettivamente note come popoli austronesiani.
Il termine "austronesiano" è stato coniato da Wilhelm Schmidt. La parola deriva dal tedesco austronesisch, che si basa sul latino auster "sud" e il greco νῆσος (nêsos) "isola".

## Origine
La scoperta della famiglia linguistica maleo-polinesiaca precede quella delle lingue indoeuropee (stabilita a partire dal XIX secolo con certezza). Nel 1706, il linguista Hadrian Reland scoprì la parentela linguistica fra la lingua futuniana, la lingua malese e la lingua malgascia, partendo dal glossario redatto da Jacob Le Maire a Futuna. L'esistenza di una famiglia linguistica viene riconosciuta definitivamente nel Catalogo delle Lingue di Lorenzo Hervás y Panduro nel 1784.
Nel 1834, la famiglia, estesa fino all'Isola di Pasqua, viene battezzata come maleo-polinesiaca da Wilhelm von Humboldt nel Über die Kawi-Sprache auf der Insel Java (1836). Le lingue cosiddette melanesiane furono considerate a parte, anche per pregiudizi razziali, dagli studi del linguista Otto Dempwolff (1920), nonostante lo studio di Robert Henry Codrington del 1885.
Solo alla fine del XX secolo è stata individuata la parentela delle lingue maleo-polinesiache con quelle formosane. Per indicare questa nuova e più grande famiglia è stato coniato il termine di "lingue austronesiane" (dal latino auster = 'vento del Sud' e dal greco nêsos = 'isola').
La linguistica comparativa, appoggiata da rinvenimenti archeologici, ha ricostruito (seppur con molti dubbi e divergenze) quello che si ritiene fosse la lingua proto-austronesiana (PAn) che avrebbe dato appunto origine alla suddetta famiglia linguistica e che si pensa fosse parlata nell'odierna Cina sud-orientale, da cui gli antenati austronesiani si spostarono emigrando prima a Formosa e poi nelle Filippine.

## Classificazione
La struttura interna delle lingue austronesiane è particolarmente complessa. La famiglia consiste di molte lingue strettamente imparentate con un ampio numero di continua dialettali, rendendo difficile il riconoscimento di confini tra gruppi diversi. Tuttavia è chiaro che la maggior diversità linguistica si trova tra le lingue formosane e che quella minore è invece sulle isole del Pacifico. Questa situazione supporta un'espansione della famiglia da Taiwan o dalla Cina. La prima classificazione estesa che riflette ciò è di Isidore Dyen (1965).
Il lavoro fondamentale sulla classificazione delle lingue di Formosa e, per estensione, la struttura di primo livello dell'austronesiano, è quello di Robert Blust (1999). I linguisti specializzati in lingue formosane contestano alcuni dei suoi dettagli, ma resta il punto di riferimento per le attuali analisi linguistiche, come si riporta di seguito. Le lingue maleo-polinesiache sono spesso incluse nel ramo formosano orientale di Blust a causa della loro livellamento comune del proto-austronesiano *t, *C a /t/ e *n, *N a /n/, il loro mutamento di *S /h/ e vocaboli come ad esempio *lima "cinque" che non sono attestate in altre lingue formosane.
Sembra che ci siano state due grandi migrazioni di lingue austronesiane che coprirono rapidamente una vasta porzione di territori, risultando in più gruppi locali con poca struttura a larga scala. Il primo è stato il maleo-polinesiano, distribuito in tutte le Filippine, l'arcipelago malese e l'Oceania vicina. Le lingue maleo-polinesiane centrali sono simili le une alle altre, non a causa di stretti rapporti genealogici, ma piuttosto perché riflettono forti effetti di substrato di lingue non austronesiane. La seconda migrazione fu quella delle lingue oceaniche in Oceania lontana (Polinesia e Micronesia) (Greenhill, Blust & Gray 2008).
Oltre al maleo-polinesiano, sono largamente accettate tredici famiglie formosane. Il dibattito si concentra soprattutto intorno alle relazioni interne di queste famiglie. Delle classificazioni qui presentati, Blust (1999) collega due famiglie nel gruppo dei piani occidentali, due in più in un gruppo formosano nordoccidentale e tre in un gruppo formosa orientale, mentre Lee (2008) unisce inoltre anche cinque famiglie in un gruppo formosano settentrionale. L'Austronesian Basic Vocabulary Database (2008) accetta il gruppo settentrionale, rifiuta quello orientale, unisce lo tsouico e il rukai (due lingue altamente divergenti) e collega il maleo-polinesiano con il paiwan in un gruppo paiwanico. Malcolm Ross (2009) divide lo tsouico, e osserva che tsou, rukai e puyuma non rientrano nelle ricostruzioni del proto-austronesiano.
Altri studi hanno presentato la prova fonologica per una famiglia paiwanica ridotta contenente il paiwanico, il puyuma, il bunun, l'amis e il maleo-polinesiano, ma ciò non si riflette nel vocabolario. I popoli formosani orientali basay, kavalan e amis condividono un racconto che li vede provenienti originariamente da un'isola chiamata Sinasay o Sanasay (Li 2004). Gli amis, in particolare, sostengono di essere venuti da est e di essersi stabiliti tra i puyuma, come gruppo servile (Taylor 1888).

### Blust (1999)
- tsouico: tsou, saaroa, kanakanabu
- piani occidentali
  - tao (são)
  - piani occidentali centrale

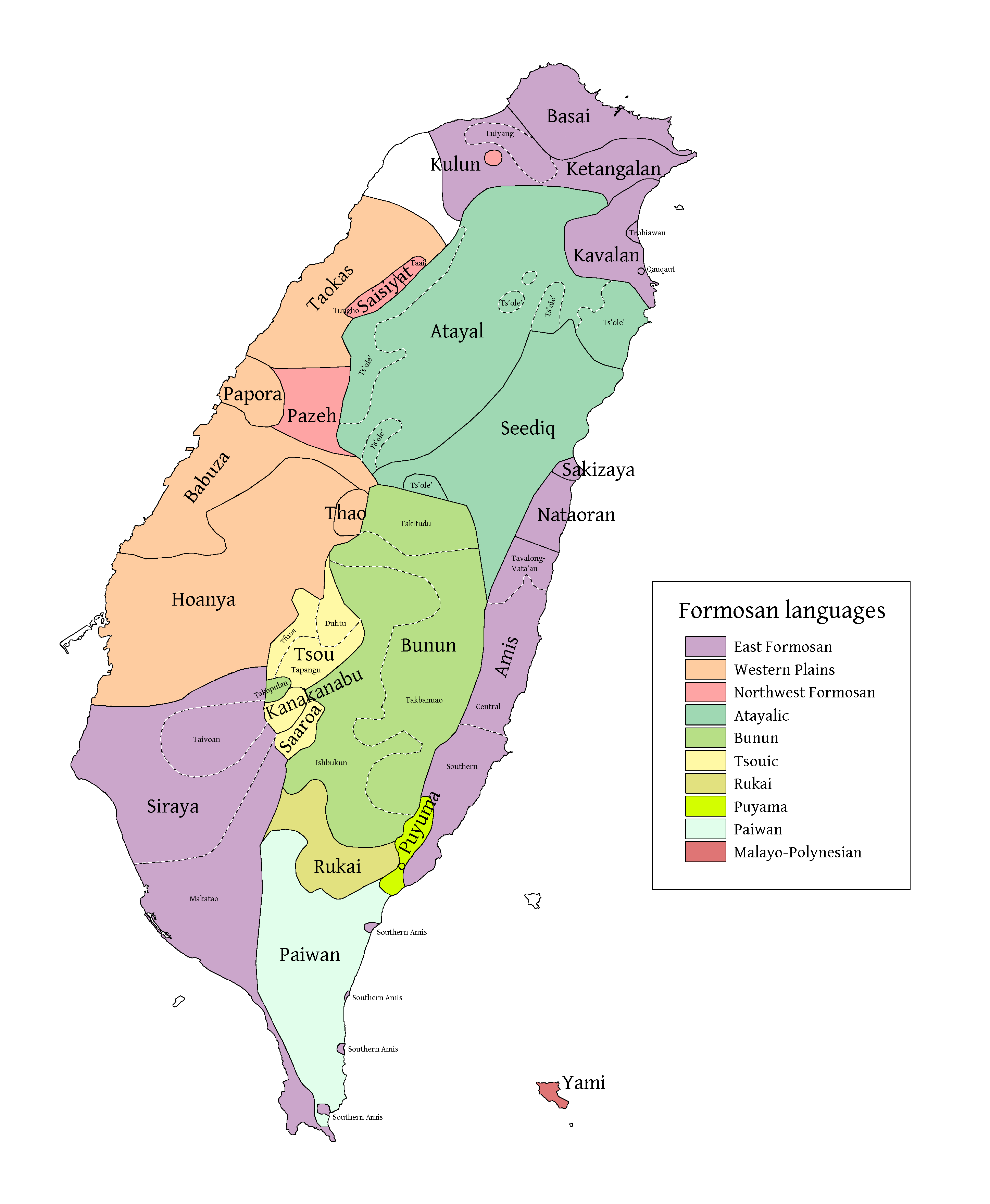
Famiglie delle lingue formosane prima della colonizzazione cinese. Dati: Blust 1999.

    - babuza: dialetti taokas, poavosa dialects; antico favorlang
    - papora-hoanya: papora, hoanya
- formosano nord-occidentale
  - saisiyat: dialetti taai e tungho
  - pazeh (kulun)
- atayalico: atayal, seediq (truku e tarok)
- lingue formosane orientali
  - settentrionale (lingue kavalaniche): basay, kavalan, ketagalan (ketangalan)
  - amis centrale: amis, nataoran (amis settentrionale)
  - siraya
- bunun
- rukai: i dialetti mantauran, tona e maga della lingua rukai sono divergenti
- puyuma
- paiwan
- lingue maleo-polinesiache

### Ethnologue
Le lingue austronesiane si dividono in 10 rami, di cui nove si parlano a Taiwan e alcune isole vicine. Vengono raggruppate nelle lingue formosane, senza alcuna parentela con la lingua cinese. Le lingue ancora presenti a Taiwan mostrano grandi differenze fra loro. L'altro ramo è chiamato maleo-polinesiaco che ingloba tutte le altre lingue della famiglia. Questo ramo si suddivide in due sottogruppi: il gruppo occidentale parlato da circa 300 milioni di persone e quello orientale parlato da circa un milione di persone.
Suddivisione della famiglia austronesiana:
- Lingue formosane (lingue non imparentate col cinese).
- Lingue maleo-polinesiache
  - Lingue maleo-polinesiache occidentali
    - Lingua indonesiana
    - Lingua giavanese
    - Lingua malese
    - Lingua malgascia
    - Lingua tagalog
    - Lingua cebuana
    - Lingua chamorro
    - Lingua palauana
    - Lingua aceh

  - Lingue maleo-polinesiache centro-orientali
    - Lingue maleo-polinesiache orientali
      - Halmahera e Nuova Guinea occidentale (baia di Cenderawasih)
      - Lingue oceaniche
        - Lingue oceaniche della Nuova Guinea settentrionale e occidentale e Lingue meso-melanesiane
          - Lingua bonggo

        - Lingue oceaniche orientali (Nuova Guinea orientale, isole Salomone, Vanuatu, Nuova Caledonia, Rotuma, Figi, Micronesia, Polinesia)
          - Lingua figiana
          - Lingua gilbertese
          - Lingua māori
          - Lingua tahitiana
          - Lingua rapanui
          - Lingue micronesiane

## Parentele con altre famiglie
Alcuni linguisti credono che le lingue tai-kadai debbano essere collocate all'interno della famiglia austronesiana. Altri ritengono che vi sia una parentela con le lingue sino-tibetane. Altri invece hanno sostenuto una relazione con le lingue austroasiatiche, formando una famiglia austrica. Nessuna di queste teorie ha avuto approvazione dalla comunità scientifica.

## Descrizione linguistica
Le lingue maleo-polinesiane usano la reduplicazione (procedimento morfologico consistente nella ripetizione di tutto o parte di una parola) per esprimere il plurale e tutte le lingue austronesiane hanno una entropia linguistica bassa, i testi sono abbastanza ripetitivi in relazione alla frequenza dei suoni. La maggior parte non usa gruppi di consonanti (come [str] o [mpl]) e ha un numero di vocali ridotto (di solito 5: a, e, i, o, u).